# Harpiola
Harpiola é um gênero de morcego da família Vespertilionidae. Antigamente era considerado como sinônimo ou subgênero do Murina. Kuo et al. (2006) ressuscitou o gênero Harpiola após examinar espécimes distintos da ilhas de Taiwan.

## Espécies
- Harpiola grisea (Peters, 1872)
- Harpiola isodon Kuo, Fang, Csorba e Lee, 2006